# جوزيف رويال
جوزيف رويال هو مؤرخ ومحامي وصحفي وسياسي كندي، ولد في 7 مايو 1837 في ريبنتينيي في كندا، وتوفي في 23 أغسطس 1902 في مونتريال في كندا. نشط حزبياً في حزب كندا المحافظ. وقد انتخب عضو المجلس التنفيذي لمانيتوبا ‏ وانتخب Speaker of the Legislative Assembly of Manitoba ‏.